# Ichneumon pictus
Ichneumon pictus is een vliesvleugelig insect (orde Hymenoptera) uit de familie van de gewone sluipwespen (Ichneumonidae). De wetenschappelijke naam van de soort werd in 1790 gepubliceerd door Johann Friedrich Gmelin, voor een soort die voorkomt in Europa.

## Homoniemen
Voor Ichneumon pictus Cuvier, 1833 zie Ichneumon agassizae Kittel, 2016

Voor Ichneumon pictus Bauer, 1936 zie Ichneumon coriae Kittel, 2016